# Stubbæk
Stubbæk er en by i Sønderjylland med 1.191 indbyggere  (2024), beliggende 20 km nord for Kruså, 17 km nordvest for Gråsten og 6 km syd for Aabenraa. Byen hører til Aabenraa Kommune og ligger i Region Syddanmark.
Stubbæk hører til Ensted Sogn. Ensted Kirke ligger 2 km sydvest for Stubbæk.

## Faciliteter
- Stubbæk Skole har 334 elever, fordelt på 0.-9. klassetrin.[2]
- Stubbæk Børnehus har vuggestue og børnehave i en bygning, der blev indviet 1. oktober 2016.[3]
- Ensted Idræts-forening (EIF) holder til i Ensted Idræts Anlæg og tilbyder badminton, fodbold, gymnastik, håndbold, tennis, styrke/kondi og senioridræt.[4]
- Siden 2011 er der den første lørdag i juni afholdt Stubbæk Familiefestival. Der er gratis entre, legeland og musik på to scener, sponsoreret af det lokale erhvervsliv. Der plejer at komme ca. 2.000 gæster. Festivalen holdes i Ensted Naturpark, og overskuddet fra salget på pladsen går til driften af naturparken, hvor der også er bålplads og sheltere, samt til lokale foreninger.[5]
- Stubbæk Forsamlingshus & Selskabslokaler var oprindeligt en kro, hvis historie gik tilbage til 1735. I 1924 købte en initiativgruppe kroen og gjorde den til Ensted Sogns Forsamlingshus. I 1967 blev der bygget til, så der kan dækkes til 200 personer i den store sal og 100 i den lille.[6]

## Historie

### Aabenraa Amts Jernbaner
Ved Lundsbjerg Kro 1 km nordøst for Stubbæk var der station (tysk: Bahnhof) på Aabenraa Amts Jernbaners linje Aabenraa-Gråsten 1899-1926. I Stubbæk Skov nord for byen er banens høje dæmning over et lille vandløb bevaret, men lidt svært tilgængelig.

### Mindehøj
Foran forsamlingshuset findes en mindehøj med 11 sten, der refererer til Sønderjyllands historie, bl.a. en der blev rejst i 1937 til minde om Genforeningen i 1920.